# Otto von Wittenhorst-Sonsfeld
Alexander Eduard Carl Leopold Otto von Wittenhorst-Sonsfeld (* 7. Oktober 1803 auf Gut Großen-Salza; † 17. Mai 1860 in Ottweiler) war ein preußischer Verwaltungsbeamter und Landrat des Landkreises Ottweiler.

## Leben
Otto von Wittenhorst-Sonsfeld entstammte dem klevisch freiherrlichen Adelsgeschlecht Wittenhorst-Sonsfeld und war ein Sohn von Alexander von Wittenhorst-Sonsfeld (1767–1839), Major a. D., Gutsbesitzer in Voerde und Landrat des Kreises Duisburg und dessen Ehefrau Adolfine, geb. Freiin von Hertefeld (1782–1832). Nach Abschluss seiner gymnasialen Ausbildung absolvierte er in Heidelberg ein Studium der Rechtswissenschaften, wonach er am 15. September 1827 Auskultator wurde. Ab dem 26. November 1830 war er als Gerichtsreferendar beim Oberlandesgericht Hamm tätig, bevor er im Jahr 1838 die 3. juristische Prüfung ablegte und seitdem als Gerichtsassessor beim Oberlandesgericht Hamm tätig war. Nach seiner Beurlaubung von 1840 bis 1843 wurde er aus dem Staatsdienst verabschiedet, wonach er sich in der Nähe von Wesel als Gutsbesitzer mit der Landwirtschaft beschäftigte. Nach einem erfolgten Umzug nach Kreuznach im Jahr 1847, wurde er am 11. Januar 1851 mit Erlass zum kommissarischen Landrat des Landkreises Ottweiler ernannt, dem am 4. Februar 1851 die Vereidigung folgte. Otto von Wittenhorst-Sonsfeld verstirbt im Dienst im Jahr 1860.

## Familie
Otto von Wittenhorst-Sonsfeld heiratete am 4. November 1845 Luise Antonie von Rodenberg (* 14. Februar 1815 in Kleve; † 2. August 1879 ebenda), Tochter des Gutsbesitzers Bogislav von Rodenberg und dessen Ehefrau Eleonore, eg. von Diest. Ein jüngerer Bruder von Otto war der preußische Generalmajor Gustav Adolf von Wittenhorst-Sonsfeld.